# Rubus seebergensis
Rubus seebergensis — вид квіткових рослин з родини трояндових (Rosaceae). Ендемік пд.-зх. Польщі.
Вид, ендемічний для Польщі, відомий насамперед у південній частині Великої Польщі та Нижньої Сілезії.